# Kiel-Fehmarnsund-Weg
Der Kiel-Fehmarnsund-Weg ist ein Schifffahrtsweg in der Ostsee.
Er verbindet die Kieler Bucht vom Leuchtturm Kiel⊙ mit dem Fehmarnsund⊙ .
Er ist nur zeitweise befahrbar, da er durch die Schießgebiete des Truppenübungsplatz Putlos und Truppenübungsplatz Todendorf führt.